# Exèrcit d'Egipte
L'Èxercit d'Egipte (àrab: القوات البرية المصرية, al-Quwwāt al-Barriyya al-Miṣriyya, ‘les Forces Terrestres Egípcies’) és el component terrestre de les Forces Armades d'Egipte. En 2014, l'Exèrcit estava format per 310.000 soldats, dels quals aproximadament entre 90.000 i 120.000 eren voluntaris i la resta eren reclutes.

## Història
L'Exèrcit modern fou establert durant el regnat de Muhàmmad Alí Paixà (1805-1849). Durant la Segona Guerra Mundial, Egipte va romandre neutral. En el segle XX Egipte es va enfrontar amb l'estat d'Israel cinc vegades en: (1948, 1956, 1967, 1970 i 1973). En 1956, durant la Crisi de Suez va lluitar contra les forces del Regne Unit i de França. L'Exèrcit d'Egipte va participar en el conflicte que va enfrontar el país africà amb Israel en la Guerra del Yom Kippur de 1973. L'Exèrcit del país del Nil també va participar en la guerra civil de Iemen del Nord i en la breu guerra líbia egípcia de juliol de 1977. En 1991, un contingent de l'Exercit egipci va ser enviat a l'emirat islàmic de Kuwait per protegir la independència d'aquell país àrab durant la Guerra del Golf.

### Programa de míssils balístics
El programa de míssils balístics egipci va començar a finals dels anys 50 del segle xx, després de la construcció de la base de llançament i proves de míssils balístics de Jabal Hamzah, una instal·lació que fou construïda per portar a terme assajos i proves de míssils balístics de curt abast.

### Inventari actual
L'inventari de les forces armades egípcies inclou equips dels Estats Units, França, Brasil, Regne Unit, la Unió Soviètica i la República Popular de la Xina. L'equip de la Unió Soviètica està sent reemplaçat progressivament per equips més moderns dels Estats Units, França i Gran Bretanya, una part significativa dels quals es construeix sota llicència a Egipte, com el tanc M1A1 Abrams. Això que fa que Egipte sigui el major propietari en la regió de tancs de batalla d'última generació (després d'Israel) i el segon després de Síria en el cas de les generacions de tancs més antics.

### Reclutament
Els reclutes per a l'exèrcit i les altres branques de les forces armades que no disposen d'un títol universitari serveixen tres anys com a soldats allistats. Els reclutes amb un títol d'Educació Secundària serveixen dos anys com a personal allistat. Els reclutes amb un títol universitari serveixen un any com a personal allistat o tres anys com a oficial de reserva. Els oficials de l'exèrcit són entrenats en l'Acadèmia Militar Egípcia.

## Estructura

### PrimerExèrcit
- Caserna general (HQ): el Caire

#### PrimerCos d'Exèrcit
- Base: Heliòpolis
  - 1a Divisió de la Guàrdia Republicana
  - 24a Brigada de Infanteria mecanitzada Independent
  - 116a Brigada d'Artilleria
  - 117a Brigada d'Artilleria
  - 135è Regiment de Forces especials

#### Segon Cos d'Exèrcit
- Base: Alexandria
  - 2a Divisió Mecanitzada
  - 18a Brigada Blindada Independent
  - 218a Brigada d'Infanteria Independent
  - 118a Brigada d'Artilleria
  - 119a Brigada d'Artilleria
  - 129è Regiment de Forces especials

#### Tercer Cos d'Exèrcit
- Base: Assiut
  - 3a Divisió Mecanitzada
  - 36a Brigada Blindada Independent
  - 120a Brigada d'Artilleria
  - 121a Brigada d'Artilleria
  - 222a Brigada Aerotransportada

### Segon Exèrcit

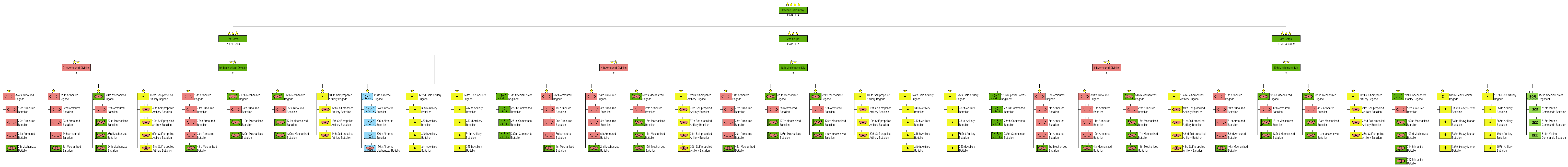
Esquema del Segon Exèrcit

- Caserna General (HQ): Ismaïlia

#### PrimerCos d'Exèrcit
- Base: Port Saïd
- 21a Divisió Cuirassada
- 7a Divisió Mecanitzada
- 122a Brigada d'Artilleria
- 123a Brigada d'Artilleria
- 117è Regiment de Forces Especials

#### Segon Cos d'Exèrcit
- Base: Ismaïlia
- 4a Divisió Cuirassada
- 18a Divisió Mecanitzada
- 124a Brigada d'Artilleria
- 125a Brigada d'Artilleria
- 123è Regiment de Forces Especials

#### Tercer Cos d'Exèrcit
- Base: El Mansoura
- 6a Divisió Cuirassada
- 19a Divisió Mecanitzada
- 219a Brigada Independent d'Infanteria
- 815a Brigada de Morters
- 126a Brigada d'Artilleria
- 153è Regiment de Forces especials

### Tercer Exèrcit
Caserna General (HQ): ciutat de Suez

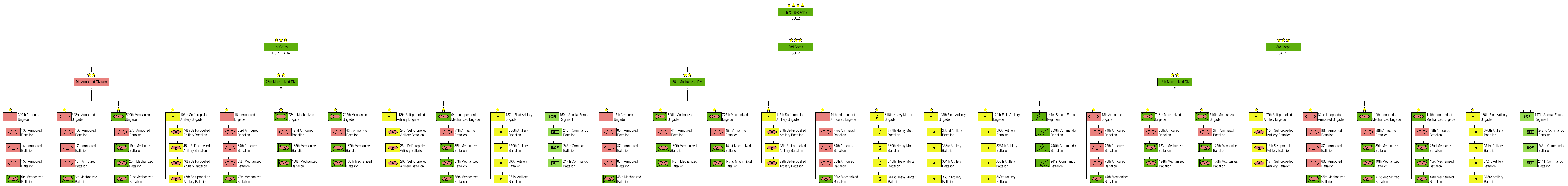
Esquema del Tercer Exèrcit

#### PrimerCos d'Exèrcit
- Base: Hurghada
- 9a Divisió Cuirassada
- 23a Divisió d'Infanteria Mecanitzada
- 94a Brigada Independent Mecanitzada
- 127a Brigada d'Artilleria
- 159è Regiment de Forces especials

#### Segon Cos d'Exèrcit
- Base: ciutat de Suez
- 36a Divisió d'Infanteria Mecanitzada
- 44a Brigada Blindada Independent
- 816a Brigada de Morters
- 128a Brigada d'Artilleria
- 129a Brigada d'Artilleria
- 141è Regiment de Forces especials

#### Tercer Cos d'Exèrcit
- Base: El Caire
- 16a Divisió d'Infanteria Mecanitzada
- 82a Brigada Cuirassada Independent
- 110a Brigada Mecanitzada Independent
- 111a Brigada Mecanitzada Independent
- 130a Brigada d'Artilleria
- 147è Regiment de Forces especials

## Vehicles

### Buldòzers
| Model          | Imatge | Origen       | Tipus    | Unitats |
| -------------- | ------ | ------------ | -------- | ------- |
| Caterpillar D9 |        | Estats Units | Buldòzer | 250     |
| Caterpillar D7 |        | Estats Units | Buldòzer | 240     |
| M9ACE          |        | Estats Units | Buldòzer | 120     |
| PZM-2          |        | Ucraïna      | Buldòzer | 48      |
| MDK-2M         |        | Rússia       | Buldòzer | 36      |

### Camions blindats
| Model                 | Imatge | Origen       | Tipus         | Versió       | Unitats |
| --------------------- | ------ | ------------ | ------------- | ------------ | ------- |
| Panthera              |        | Egipte       | Camió blindat | Panthera     | 2.000   |
| Panthera              | T6     | Egipte       | Camió blindat | 3.000        |         |
| Iveco VM90            |        | Itàlia       | Camió blindat | VM90         | 650     |
| Tiger Khader-120      |        | Egipte       | Camió blindat | Tiger Khader | 130     |
| Caiman                |        | Estats Units | Camió blindat | CAT II       | 468     |
| RG33                  |        | Estats Units | Camió blindat | RG33         | 450     |
| Renault Sherpa II     |        | França       | Camió blindat | Sherpa II    | 173     |
| International MaxxPro |        | Estats Units | Camió blindat | MaxxPro MRV  | 12      |
| BTR-152               |        | Rússia       | Camió blindat | BTR-152K     | 175     |
| Casspir               |        | Sud-àfrica   | Camió blindat | Casspir      | -       |

### Camions militars
| Model         | Imatge     | Origen       | Tipus         | Versió     | Unitats |
| ------------- | ---------- | ------------ | ------------- | ---------- | ------- |
| HETS          |            | Estats Units | Camió militar | M1070      | 249     |
| HETS          | M1070A1    | Estats Units | Camió militar | 46         |         |
| MTVR          |            | Estats Units | Camió militar | Model MK31 | 350     |
| MTVR          | Model MK36 | Estats Units | Camió militar | 250        |         |
| MTVR          | Model MK27 | Estats Units | Camió militar | 450        |         |
| MTVR          | Model Mk25 | Estats Units | Camió militar | 950        |         |
| MTVR          | Model Mk23 | Estats Units | Camió militar | 550        |         |
| MAZ           |            | Rússia       | Camió militar | Model 543  | 250     |
| HEMTT A4      |            | Estats Units | Camió militar | M978       | 75      |
| HEMTT A4      | M978A4     | Estats Units | Camió militar | 1          |         |
| HEMTT A4      | M984A4     | Estats Units | Camió militar | 1          |         |
| Ural          |            | Rússia       | Camió militar | Model 5323 | 550     |
| Ural          | Model 4320 | Rússia       | Camió militar | 3.500      |         |
| Ural          | Model 375D | Rússia       | Camió militar | 2.750      |         |
| ZIL           |            | Rússia       | Camió militar | Model 135  | 380     |
| ZIL           | Model 131  | Rússia       | Camió militar | 1.800      |         |
| M939          |            | Estats Units | Camió militar | Model M931 | 275     |
| M939          | Model M927 | Estats Units | Camió militar | 600        |         |
| M939          | Model M923 | Estats Units | Camió militar | 600        |         |
| M939          | Model M818 | Estats Units | Camió militar | 560        |         |
| M54           |            | Estats Units | Camió militar | M54        | 950     |
| FAP           |            | Sèrbia       | Camió militar | Model 2228 | 650     |
| FAP           | Model 2026 | Sèrbia       | Camió militar | 860        |         |
| FAP           | Model 1118 | Sèrbia       | Camió militar | 1.250      |         |
| Kraz          |            | Ucraïna      | Camió militar | Model 6322 | 250     |
| Kraz          | Model 255  | Ucraïna      | Camió militar | 850        |         |
| Scania SBA111 |            | Suècia       | Camió militar | SBA111     | 590     |
| Pegaso        |            | Espanya      | Camió militar | Model 3046 | 9.850   |
| M35           |            | Estats Units | Camió militar | M35        | 1.050   |
| GAZ           |            | Rússia       | Camió militar | Model 66   | 5.100   |
| M1076         |            | Estats Units | Camió militar | M1076      | 70      |
| 635NL         |            | Estats Units | Camió militar | 635NL      | 249     |
| M970A1        |            | Estats Units | Camió militar | M970A1     | 175     |

### Carros de combat
| Model      | Imatge    | Origen       | Tipus | Versió | Unitats |
| ---------- | --------- | ------------ | ----- | ------ | ------- |
| M1 Abrams  |           | Estats Units | Tanc  | M1A1   | 375     |
| M1 Abrams  | M1A2      | Estats Units | Tanc  | 755    |         |
| M60 Patton |           | Estats Units | Tanc  | M60A1  | 1.016   |
| M60 Patton | M60A3     | Estats Units | Tanc  | 700    |         |
| T-80       |           | Rússia       | Tanc  | T-80UK | 14      |
| T-80       | T-80U     | Rússia       | Tanc  | 20     |         |
| T-62       |           | Rússia       | Tanc  | RO-162 | 500     |
| T-55       |           | Rússia       | Tanc  | T-55B  | 840     |
| T-55       | Ramses II | Rússia       | Tanc  | 260    |         |

### Transports Blindats de Personal
| Model       | Imatge           | Origen          | Tipus             | Versió       | Unitats |
| ----------- | ---------------- | --------------- | ----------------- | ------------ | ------- |
| M113        |                  | Estats Units    | Transport blindat | M113A2       | 2.320   |
| M113        | M577             | Estats Units    | Transport blindat | 280          |         |
| M113        | M548             | Estats Units    | Transport blindat | 275          |         |
| M113        | M981 FISTV       | Estats Units    | Transport blindat | 72           |         |
| M113        | M901A3           | Estats Units    | Transport blindat | 52           |         |
| BTR-50      |                  | Rússia          | Transport blindat | BTR-50PKM    | 100     |
| BTR-50      | BTR-50PK         | Rússia          | Transport blindat | 150          |         |
| BTR-50      | BTR-50           | Rússia          | Transport blindat | 250          |         |
| OT-62 TOPAS |                  | República Txeca | Transport blindat | OT-62B       | 200     |
| OT-62 TOPAS | OT-62            | República Txeca | Transport blindat | 50           |         |
| Pegaso BMR  |                  | Espanya         | Transport blindat | BMR-600      | 260     |
| OT-64 SKOT  |                  | República Txeca | Transport blindat | OT-64C       | 250     |
| BTR-60      |                  | Rússia          | Transport blindat | BTR-60PB     | 200     |
| Fahd        |                  | Egipte          | Transport blindat | Fahd 240 APC | 410     |
| Fahd        | Fahd 240 Medevac | Egipte          | Transport blindat | 120          |         |
| Fahd        | Fahd 240 TD      | Egipte          | Transport blindat | 54           |         |
| Fahd        | Fahd 240 ACP     | Egipte          | Transport blindat | 16           |         |
| Fahd        | Fahd 280 IFV     | Egipte          | Transport blindat | 1            |         |

### Vehicles de combat d'infanteria
| Model       | Imatge | Origen        | Tipus             | Versió  | Unitats |
| ----------- | ------ | ------------- | ----------------- | ------- | ------- |
| EIFV        |        | Egipte        | Vehicle de combat | EIFV    | 1.200   |
| YPR-765 PRI |        | Països Baixos | Vehicle de combat | YPR-765 | 1.030   |
| BMP-1       |        | Rússia        | Vehicle de combat | BMP-1   | 220     |

### Vehicles d'enginyers
| Model    | Imatge | Origen       | Tipus               | Unitats |
| -------- | ------ | ------------ | ------------------- | ------- |
| M88      |        | Egipte       | Vehicle d'enginyers | 308     |
| M728 CEV |        | Estats Units | Vehicle d'enginyers | 72      |
| BTS-4A   |        | Rússia       | Vehicle d'enginyers | 52      |
| M578     |        | Estats Units | Vehicle d'enginyers | 48      |

### Vehicles de reconeixement
| Model                                             | Imatge         | Origen              | Tipus                    | Versió   | Unitats |
| ------------------------------------------------- | -------------- | ------------------- | ------------------------ | -------- | ------- |
| High Movility Multipurpose Wheeled Vehicle Humvee |                | Estats Units        | Vehicle de reconeixement | M1151    | 1.040   |
| High Movility Multipurpose Wheeled Vehicle Humvee | M1114          | Estats Units        | Vehicle de reconeixement | 375      |         |
| High Movility Multipurpose Wheeled Vehicle Humvee | M998           | Estats Units        | Vehicle de reconeixement | 675      |         |
| High Movility Multipurpose Wheeled Vehicle Humvee | M1038          | Estats Units        | Vehicle de reconeixement | 450      |         |
| High Movility Multipurpose Wheeled Vehicle Humvee | M1043          | Estats Units        | Vehicle de reconeixement | 510      |         |
| High Movility Multipurpose Wheeled Vehicle Humvee | M996           | Estats Units        | Vehicle de reconeixement | 150      |         |
| High Movility Multipurpose Wheeled Vehicle Humvee | M1043          | Estats Units        | Vehicle de reconeixement | 140      |         |
| RG-32 Scout                                       |                | Sud-àfrica          | Vehicle de reconeixement | RG-32M   | 180     |
| BTR-40                                            |                | Rússia              | Vehicle de reconeixement | BTR-40   | 200     |
| BTR-40                                            | SPW-40Chs      | Rússia              | Vehicle de reconeixement | 30       |         |
| Nimr                                              |                | Emirats Àrabs Units | Vehicle de reconeixement | Nimr     | -       |
| M274                                              |                | Estats Units        | Vehicle de reconeixement | M274     | 1.500   |
| Classe G                                          |                | Alemanya            | Vehicle de reconeixement | Classe G | 3.910   |
| Jeep CJ                                           |                | Egipte              | Vehicle de reconeixement | Jeep CJ  | 10.650  |
| M151                                              |                | Estats Units        | Vehicle de reconeixement | M151     | 4.750   |
| Cadillac Gage Commando                            |                | Estats Units        | Vehicle de reconeixement | V150     | 180     |
| Cadillac Gage Commando                            | Commando Scout | Estats Units        | Vehicle de reconeixement | 112      |         |
| BRDM-2                                            |                | Rússia              | Vehicle de reconeixement | BRDM-1   | 100     |
| BRDM-2                                            | BDRM-2         | Rússia              | Vehicle de reconeixement | 200      |         |

### Vehicles de suport
| Model           | Imatge | Origen       | Tipus            | Unitats |
| --------------- | ------ | ------------ | ---------------- | ------- |
| M948            |        | Estats Units | Grua remolcadora | 210     |
| Caterpillar 930 |        | Estats Units | Pala carregadora | 270     |
| GSP-55          |        | Rússia       | Vehicle amfibi   | 86      |
| Fahd            |        | Egipte       | Vehicle minador  | 75      |

### Vehicles llançaponts
| Model          | Imatge | Origen       | Tipus               | Unitats |
| -------------- | ------ | ------------ | ------------------- | ------- |
| MTU-20         |        | Rússia       | Vehicle llançaponts | 56      |
| MT-55 KL       |        | Rússia       | Vehicle llançaponts | 48      |
| M60A1 AVLB     |        | Estats Units | Vehicle llançaponts | 36      |
| M104 Wolverine |        | Estats Units | Vehicle llançaponts | 6       |

## Llançacoets

### Llançacoets múltiple
| Model          | Imatge  | Origen        | Tipus                | Versió  | Unitats | Abast |
| -------------- | ------- | ------------- | -------------------- | ------- | ------- | ----- |
| M270           |         | Estats Units  | Llançacoets múltiple | M270    | 45      | 70km  |
| Sakr 45        |         | Egipte        | Llançacoets múltiple | Sakr 45 | 20      | 70km  |
| K-136 Kooryong |         | Corea del Sud | Llançacoets múltiple | K-136   | 36      | 36km  |
| BM-21          |         | Egipte        | Llançacoets múltiple | Sakr-36 | 50      | 36km  |
| BM-21          | Sakr-30 | Egipte        | Llançacoets múltiple | 130     | 30km    |       |
| BM-21          | Sakr-18 | Egipte        | Llançacoets múltiple | 72      | 20km    |       |
| BM-21          | BM-21   | Egipte        | Llançacoets múltiple | 215     | 20km    |       |
| BM-21          | Sakr-10 | Egipte        | Llançacoets múltiple | 50      | 10km    |       |
| BM-21          | Sakr-8  | Egipte        | Llançacoets múltiple | 48      | 10km    |       |
| BM-21          | Sakr-4  | Egipte        | Llançacoets múltiple | 120     | 10km    |       |
| BM-24          |         | Rússia        | Llançacoets múltiple | BM-24   | 48      | 11km  |
| RM-51          |         | Rússia        | Llançacoets múltiple | RM-51   | 36      | 8km   |
| Tipus 63       |         | Egipte        | Llançacoets múltiple | RL-812  | 96      | 9km   |
| Tipus 63       | TLC     | Egipte        | Llançacoets múltiple | 250     | 8km     |       |

### Llançadors de míssils balístics
| Model  | Imatge | Origen | Tipus                  | Versió    | Unitats | Abast |
| ------ | ------ | ------ | ---------------------- | --------- | ------- | ----- |
| Scud   |        | Egipte | Míssil de curt abast   | Project T | 90      | 450km |
| Scud   | Scub B | Egipte | Míssil de curt abast   | -         | 300km   |       |
| Frog-7 |        | Egipte | Míssil balístic tàctic | Sakr 80   | 60      | 80km  |
| Frog-7 | Frog 7 | Egipte | Míssil balístic tàctic | 12        | 70km    |       |

## Defenses antiaèries

### Bateries antiaèries
| Model | Imatge | Origen | Tipus             | Calibre |
| ----- | ------ | ------ | ----------------- | ------- |
| ZPU   |        | Rússia | Defensa antiaèria | 14.5mm  |
| ZU23  |        | Rússia | Defensa antiaèria | 23mm    |

### Míssils terra-aire
| Model          | Imatge | Origen       | Tipus             | Unitats | Calibre |
| -------------- | ------ | ------------ | ----------------- | ------- | ------- |
| Sakr Eye       |        | Egipte       | Míssil terra-aire | 2.500   | 72mm    |
| FIM-92 Stinger |        | Estats Units | Míssil terra-aire | 1.800   | 72mm    |
| Igla           |        | Rússia       | Míssil terra-aire | 600     | 72mm    |

## Artilleria

### Artilleria autopropulsada
| Model | Imatge  | Origen       | Tipus                                      | Versió | Unitats | Calibre |
| ----- | ------- | ------------ | ------------------------------------------ | ------ | ------- | ------- |
| M110  |         | Estats Units | Artilleria autopropulsada                  | M110A2 | 144     | 203mm   |
| M109  |         | Egipte       | Artilleria autopropulsada                  | M109A5 | 201     | 155mm   |
| M109  | M102A2  | Egipte       | Artilleria autopropulsada                  | 420    |         | 155mm   |
| M109  | SPH 122 | Egipte       | Artilleria autopropulsada                  | 124    |         | 155mm   |
| M992  |         | Estats Units | Vehicle de suport amb munició d'artilleria | AASV   | 250     | -       |
| M113  |         | Estats Units | Morter autopropulsat                       | M106A2 | 150     | 107mm   |
| M113  | M125A2  | Estats Units | Morter autopropulsat                       | 350    | 82mm    |         |

### Canons
| Model    | Imatge | Origen | Tipus      | Versió   | Unitats | Calibre |
| -------- | ------ | ------ | ---------- | -------- | ------- | ------- |
| S-23     |        | Rússia | Artilleria | S-23     | 24      | 180mm   |
| GH 52    |        | Egipte | Artilleria | GH 52    | 400     | 155mm   |
| D-20     |        | Rússia | Artilleria | D-20     | 144     | 152mm   |
| M-46     |        | Egipte | Artilleria | M46      | 420     | 130mm   |
| Tipus 59 |        | Xina   | Artilleria | Tipus 59 | 150     | 130mm   |
| D-30     |        | Egipte | Artilleria | D-30M    | 156     | 122mm   |

### Morters
| Model       | Imatge | Origen       | Tipus  | Unitats | Calibre |
| ----------- | ------ | ------------ | ------ | ------- | ------- |
| M240        |        | Rússia       | Morter | 24      | 240mm   |
| 2B11 Sani   |        | Rússia       | Morter | 300     | 120mm   |
| Helwan UK-2 |        | Egipte       | Morter | 600     | 120mm   |
| Helwan M-69 |        | Egipte       | Morter | 1.250   | 82mm    |
| M224        |        | Estats Units | Morter | 1.800   | 60mm    |

## Armes antitancs

### Canons sense retrocés
| Model | Imatge | Origen       | Tipus               | Unitats | Calibre |
| ----- | ------ | ------------ | ------------------- | ------- | ------- |
| M40   |        | Estats Units | Canó sense retrocés | -       | 105mm   |
| SPG9  |        | Rússia       | Canó sense retrocés | 3.000   | 73mm    |
| B10   |        | Rússia       | Canó sense retrocés | 1.600   | 82mm    |
| B11   |        | Rússia       | Canó sense retrocés | 1.800   | 107mm   |

### Granades propulsades per coet
| Model   | Imatge | Origen       | Tipus                       | Unitats |
| ------- | ------ | ------------ | --------------------------- | ------- |
| RPG-7   |        | Egipte       | Granada propulsada per coet | 179.000 |
| M72-LAW |        | Estats Units | Granada propulsada per coet | 5.000   |

### Míssils antitancs
| Model           | Imatge | Origen | Tipus            | Unitats |
| --------------- | ------ | ------ | ---------------- | ------- |
| Milan II        |        | França | Míssil antitancs | 220     |
| BMG-71 TOW      |        | Egipte | Míssil antitancs | 500     |
| AT-1 Snapper    |        | Rússia | Míssil antitancs | -       |
| AT-2 Swatter    |        | Rússia | Míssil antitancs | -       |
| AT-3 Sagger     |        | Rússia | Míssil antitancs | -       |
| AT-5 Spandrel   |        | Rússia | Míssil antitancs | -       |
| AT-13 Saxhorn 2 |        | Rússia | Míssil antitancs | -       |
| HJ-8            |        | Egipte | Míssil antitancs | -       |

## Armes d'infanteria

### Pistoles
| Model         | Origen | Tipus   | Imatge | Calibre |
| ------------- | ------ | ------- | ------ | ------- |
| Tokarev TT-33 | Rússia | Pistola |        | 7.62mm  |
| Helwan        | Egipte | Pistola |        | 9mm     |
| Helwan 920    | Egipte | Pistola |        | 9mm     |

### Subfusells
| Model | Origen   | Tipus     | Imatge | Calibre |
| ----- | -------- | --------- | ------ | ------- |
| MP5   | Alemanya | Subfusell |        | 9mm     |
| UMP   | Alemanya | Subfusell |        | 11.43mm |

### Carrabines
| Model   | Origen | Tipus     | Imatge | Calibre |
| ------- | ------ | --------- | ------ | ------- |
| Sig 552 | Suïssa | Carrabina |        | 5.56mm  |

### Fusells d'assalt
| Model            | Origen          | Tipus           | Imatge | Calibre |
| ---------------- | --------------- | --------------- | ------ | ------- |
| Beretta AR 70/90 | Itàlia          | Fusell d'assalt |        | 5.56mm  |
| AK47             | Egipte          | Fusell d'assalt |        | 7.62mm  |
| Maadi            | Egipte          | Fusell d'assalt |        | 7.62mm  |
| M16              | Estats Units    | Fusell d'assalt |        | 5.56mm  |
| M4               | Estats Units    | Fusell d'assalt |        | 5.56mm  |
| Sig Sauer SIG516 | Alemanya        | Fusell d'assalt |        | 5.56mm  |
| CZ-805 BREN      | República Txeca | Fusell d'assalt |        | 5.56mm  |
| Beretta ARX 160  | Itàlia          | Fusell d'assalt |        | 5.56mm  |

### Canons rotatius
| Model        | Origen       | Tipus        | Imatge | Calibre |
| ------------ | ------------ | ------------ | ------ | ------- |
| M134 Minigun | Estats Units | Canó rotatiu |        | 7.62mm  |

### Metralladores
| Model          | Origen       | Tipus                            | Imatge | Calibre |
| -------------- | ------------ | -------------------------------- | ------ | ------- |
| RPD            | Egipte       | Metralladora lleugera            |        | 7.62mm  |
| FN Minimi      | Egipte       | Metralladora lleugera            |        | 7.62mm  |
| RPK            | Rússia       | Metralladora lleugera            |        | 7.62mm  |
| PKM            | Rússia       | Metralladora de propòsit general |        | 7.62mm  |
| M60            | Estats Units | Metralladora de propòsit general |        | 7.62mm  |
| FN MAG         | Egipte       | Metralladora de propòsit general |        | 7.62mm  |
| SG-43 Goryunov | Egipte       | Metralladora                     |        | 7.62mm  |
| DShK           | Rússia       | Metralladora pesant              |        | 12.7mm  |
| NSV            | Rússia       | Metralladora pesant              |        | 12.7mm  |
| Browning M2    | Estats Units | Metralladora pesant              |        | 12.7mm  |

### Fusells de franctirador
| Model                      | Origen       | Tipus                  | Imatge | Calibre |
| -------------------------- | ------------ | ---------------------- | ------ | ------- |
| PSG1                       | Alemanya     | Fusell de franctirador |        | 7.62mm  |
| Accuracy International AWM | Regne Unit   | Fusell de franctirador |        | 7.62mm  |
| Dragunov SVD               | Rússia       | Fusell de franctirador |        | 7.62mm  |
| SIG Sauer SSG 3000 Patrol  | Suïssa       | Fusell de franctirador |        | 7.62mm  |
| M40A3                      | Estats Units | Fusell de franctirador |        | 7.62mm  |
| M82                        | Estats Units | Fusell de franctirador |        | 12.7mm  |

### Llançagranades
| Model    | Origen       | Tipus                    | Imatge | Calibre |
| -------- | ------------ | ------------------------ | ------ | ------- |
| M79      | Estats Units | Llançagranades           |        | 40mm    |
| Maadi GL | Egipte       | Llançagranades           |        | 40mm    |
| MK19     | Egipte       | Llançagranades automàtic |        | 40mm    |